# إعلاء السنن (كتاب)
إعلاء السنن هو عمل يهدف إلى توضيح دور وأهمية الأحاديث في المذهب الحنفي في الفكر الإسلامي، وخاصة ردًا على الانتقادات الموجهة من حركة أهل الحديث في الهند. وقد أمضى المؤلف ظفر أحمد عثماني أكثر من عشرين عامًا في تأليف هذا الكتاب الذي يتضمن أكثر من 6100 حديث ومصادرها وتقييم سلسلة نقلها ونصها. إن أشرف علي التهانوي، أستاذ عثماني، أوكل إليه مهمة تأليف الكتاب. بالإضافة إلى قيمة الكتاب العلمية، فهو يتناول أيضًا قضايا معاصرة، ويعارض بعض الحركات، مثل الحركة القاديانية ومحاولات حل الربا. وقد حظي الكتاب بالثناء لتقييمه الموضوعي لآراء المذاهب الفقهية الإسلامية.
نُشرت الأجزاء الإحدى عشرة الأولى من كتاب إعلاء السنن في "ثانَابَهاوَن [الإنجليزية]" ابتداءً من عام 1922، بينما نُشرت الأجزاء المتبقية في كراتشي. وقد نُظِّم الكتاب وفقًا لأبواب الفقه الإسلامي، ويغطي طيفًا واسعًا من المواضيع، بدءًا من الطهارة والصلاة وصولًا إلى الأخلاق والروحانيات. وتُذكر الأحاديث وأقوال الصحابة المؤيدة للمذهب الحنفي مع مصادرها في أعلى الصفحة، كما تُدرج الروايات الضعيفة لدعم الروايات الصحيحة. أما أسفل الصفحة، فيحتوي على نقد للروايات وجوانبها الفقهية، بالإضافة إلى نقل أقوال من كتب المذهب الحنفي الموثوقة في مواضع الخلاف.

## الخلفية
الغاية الأساسية من تأليف هذا الكتاب كانت الدفاع عن المذهب الحنفي في وجه الانتقادات التي وجّهها بعض العلماء في الهند في منتصف القرن العشرين. وكان هؤلاء العلماء، المعروفون باسم "أهل الحديث"، يعارضون الاستناد إلى الأحاديث في كثير من المسائل، وادّعوا أن أئمة المذهب الحنفي لم يُعيروا الأحاديث النبوية ما تستحقه من اهتمام. وفي سبيل الرد على هذه المزاعم، قام العلّامة الحنفي البارز أشرف علي التهانوي بتأليف كتاب بعنوان إحياء السنة، جمع فيه أحاديث تؤيد آراء المذهب الحنفي. إلا أن مسودات هذا العمل فُقدت، فكلف التهانوي الشيخ أحمد حسن السنبلي بإنجاز مشروع مماثل. غير أن التهانوي لم يكن راضيًا عن الجزء الأول من كتاب إحياء السنة الذي ألّفه السنبلي، فطلب من ظفر أحمد العثماني أن يكتب ردًّا على أخطائه، فقام العثماني بتأليف كتاب استدراك الحسن على إحياء السنة. ولما أعجب التهانوي بعمل العثماني، أوقف نشر كتاب السنبلي، وأسند إلى العثماني مهمة تأليف الكتاب الجديد. فعمل العثماني على هذا المشروع طيلة عشرين عامًا، وأطلق على قسم النص من الكتاب اسم إعلاء السنن، وعلى قسم الشرح اسم إضاءة المِنن.

## المنهجية
لم يوجّه المؤلف كتابه إلى طلاب المراحل الابتدائية، بل جمع مادته العلمية واضعًا في اعتباره طلاب العلم المتقدمين والعلماء. ولذلك، تجنّب استخدام اللغة المعقدة عند عرض مسائل الفقه، وركّز بدلاً من ذلك على أحاديث الأحكام وفق المذهب الحنفي. تتمثّل منهجية الكتاب في ذكر الأحكام التكليفية والأحاديث الصحيحة وأقوال الصحابة التي تؤيد آراء المذهب الحنفي، مع الإشارة إلى مصادرها في أعلى الصفحة. ثم تُعرض الروايات مع تقييم مختصر لأسانيدها ومتونها، وتُدرج الأحاديث الضعيفة لدعم الأحاديث الصحيحة. وفي أسفل الصفحة، تُنتقد الروايات من حيث السند والمتن والجوانب الفقهية، كما تُستشهد بنقولات من كتب المذهب الحنفي المعتبرة، لا سيما في مواضع الخلاف. ويبدأ الكتاب بأبواب الفقه الإسلامي، من كتاب الطهارة إلى كتاب الأدب والتصوف.